# Saint-Maurice (Bas-Canada)
Pour les articles homonymes, voir Saint-Maurice.
Saint-Maurice est un district électoral de la Chambre d'assemblée du Bas-Canada ayant existé de 1792 à 1838.

## Histoire
Son territoire correspond à la rive nord du fleuve Saint-Laurent, de Maskinongé à Batiscan, en excluant Trois-Rivières.
Saint-Maurice est l'un des 27 districts électoraux instaurés lors de la création du Bas-Canada par l'Acte constitutionnel de 1791. Il s'agit d'un district représenté conjointement par deux députés, parfois d’allégeance différente. Lors du redécoupage de la carte électorale de 1829, avec la création du district électoral de Champlain, il perd la portion à l'est de la rivière Saint-Maurice. Il est suspendu de 1838 à 1841 en raison de la Rébellion des Patriotes. À partir de 1841, le district est conservé au sein du Parlement de la province du Canada.

## Liste des députés

### Siègeno1
| Années | Années      | Député                   | Parti       |
| ------ | ----------- | ------------------------ | ----------- |
|        | 1792 - 1796 | Thomas Coffin            | Bureaucrate |
|        | 1796 - 1800 | Thomas Coffin            | Bureaucrate |
|        | 1800 - 1804 | Thomas Coffin            | Bureaucrate |
|        | 1804 - 1808 | David Monro              | Bureaucrate |
|        | 1808 - 1809 | Thomas Coffin            | Bureaucrate |
|        | 1809 - 1810 | Louis Gugy               | Bureaucrate |
|        | 1810 - 1814 | François Caron           | Canadien    |
|        | 1814 - 1816 | Joseph-Rémi Vallières    | Canadien    |
|        | 1816 - 1818 | Louis Gugy               | Bureaucrate |
|        | 1819 - 1820 | Pierre Bureau            | Canadien    |
|        | 1820 - 1824 | Pierre Bureau            | Canadien    |
|        | 1824 - 1827 | Pierre Bureau            | Canadien    |
|        | 1827 - 1830 | Pierre Bureau            | Patriote    |
|        | 1830 - 1834 | Pierre Bureau            | Patriote    |
|        | 1834 - 1836 | Pierre Bureau            | Patriote    |
|        | 1836 - 1838 | Alexis Bareil dit Lajoie | Patriote    |

### Siègeno2
| Années | Années      | Député                       | Parti       |
| ------ | ----------- | ---------------------------- | ----------- |
|        | 1792 - 1796 | Augustin Rivard-Dufresne     | Canadien    |
|        | 1796 - 1800 | Nicholas Montour             | Bureaucrate |
|        | 1800 - 1804 | Mathew Bell                  | Bureaucrate |
|        | 1804 - 1808 | Michel Caron                 | Canadien    |
|        | 1808 - 1809 | Michel Caron                 | Canadien    |
|        | 1809 - 1810 | Michel Caron                 | Canadien    |
|        | 1810 - 1814 | Michel Caron                 | Canadien    |
|        | 1814 - 1816 | Étienne Le Blanc             | Canadien    |
|        | 1816 - 1820 | Étienne Mayrand              | Bureaucrate |
|        | 1820 - 1824 | Louis Picotte                | Canadien    |
|        | 1824 - 1827 | Charles Caron                | Canadien    |
|        | 1827 - 1830 | Charles Caron                | Patriote    |
|        | 1830 - 1834 | Valère Guillet               | Patriote    |
|        | 1834 - 1836 | Valère Guillet               | Patriote    |
|        | 1836 - 1838 | François Lesieur Desaulniers | Patriote    |